# Sabine Braun
Pour les articles homonymes, voir Braun.
Sabine Braun (née le 19 juin 1965 à Essen) est une athlète allemande, spécialiste de l'heptathlon.

## Biographie
Sabine Braun a fait partie du club d'athlètisme LAV Düsseldorf jusqu'en 1987 où elle est allée au LG Bayer Leverkusen. Elle a arrêté sa carrière sportive en 2002.
Elle aura été au plus niveau de l'Heptathlon pendant une décennie, remportant dans les années 1990, deux titres mondiaux et deux titres européens.
En 1992, à Götzis en Autriche, lors du meeting Mösle Mehrkampf, manifestation équivalente au Décastar de Talence, elle va établir son record personnel à 6 985 pts.

## Vie privée
Sabine Braun est ouvertement lesbienne et vit avec l'athlète allemande Beate Peters.

## Palmarès

### Jeux olympiques
- Jeux olympiques de 1992 à Barcelone,  Espagne :
  -  Médaille de bronze de l'Heptathlon

### Championnats du monde
- Championnats du monde de 1991 à Tokyo,  Japon :
  -  Médaille d'or de l'Heptathlon
- Championnats du monde de 1993 à Stuttgart,  Allemagne :
  -  Médaille d'argent de l'Heptathlon
- Championnats du monde de 1997 à Athènes,  Grèce :
  -  Médaille d'or de l'heptathlon
- Championnats du monde en salle 1997 à Paris,  France :
  -  Médaille d'or du Pentathlon

### Championnats d'Europe
- Championnats d'Europe de 1990 à Split,  Yougoslavie :
  -  Médaille d'or de l'Heptathlon
- Championnats d'Europe de 1994 à Helsinki,  Finlande :
  -  Médaille d'or de l'Heptathlon
- Championnats d'Europe de 2002 à Munich,  Allemagne :
  -  médaille d'Argent de l'heptathlon

### Autres
- 1982 :  médaille d'argent aux Championnats d'Europe Juniors
- 1989 :  médaille d'or aux Championnats d'Allemagne
- 1992 :  médaille d'or aux Championnats d'Allemagne, avec un record d'Allemagne à 6985 points

## Records

### Records personnels
| Épreuve           | Performance   | Lieu      | Date              |
| ----------------- | ------------- | --------- | ----------------- |
| 100 mètres haies  | 13 s 05       | Munich    | 20 juin 1992      |
| Saut en hauteur   | 1,94 m        | Barcelone | 1er août 1992     |
| 200 mètres        | 23 s 65       | Götzis    | 30 mai 1992       |
| Lancer du poids   | 15,08 m       | Athènes   | 3 août 1997       |
| Saut en longueur  | 6,76 m        | Francfort | 28 juin 1997      |
| Lancer du javelot | 51,71 m       | Talence   | 19 septembre 1999 |
| 800 mètres        | 2 min 09 s 41 | Mannheim  | 9 juin 1984       |
| Heptathlon        | 6 985 pts     | Götzis    | 31 mai 1992       |

| Épreuve          | Performance   | Lieu     | Date            |
| ---------------- | ------------- | -------- | --------------- |
| 60 mètres haies  | 8 s 08        | Dortmund | 22 février 1997 |
| Saut en hauteur  | 1,86 m        | Paris    | 7 mars 1997     |
| Lancer du poids  | 14,39 m       | Paris    | 7 mars 1997     |
| Saut en longueur | 6,49 m        | Dortmund | 24 février 2001 |
| 800 mètres       | 2 min 17 s 45 | Lisbonne | 9 mars 2001     |
| Pentathlon       | 4 780 pts     | Paris    | 7 mars 1997     |